# Nomisia conigera
Nomisia conigera är en spindelart som först beskrevs av Sergei Aleksandrovich Spassky 1941.  Nomisia conigera ingår i släktet Nomisia och familjen plattbuksspindlar. Inga underarter finns listade i Catalogue of Life.